# Panhard M3
Il M3 è un veicolo trasporto truppe (APC, Armoured Personal Carrier) blindato ruotato di fabbricazione francese.
Esso ha una massa di poche tonnellate, guidatore sul davanti e una squadra nella parte posteriore.

Sviluppato con il 95% delle componenti meccaniche dell'AML, esso era una macchina straordinariamente leggera ed economica, anche per la sua comunanza con la famosa, piccola autoblindo. Dopo l'immissione nel mercato alla fine degli anni'60, sono stati prodotti migliaia di esemplari per decine di clienti, militari e paramilitari.

## Progetto
Lo scafo del piccolo APC è di acciaio, con spessore tra gli 8 e gli 11 mm.
In avanti vi è il pilota, dietro di lui il motore, un Panhard a 4 cilindri a benzina, da 90hp, dietro il comparto truppa per un massimo di ben 10 uomini. Il motore ha i tubi di scappamento sopra lo scomparto truppa, anche per scoraggiare eventuali facinorosi a salire sopra il mezzo, durante le azioni di polizia. La trazione è 4x4, con un cambio manuale nell'angusta cabina di pilotaggio.
Il veicolo è anfibio, in acqua si muove solo con le ruote ad un massimo di 4 km/h, ovvero solo quanto basta per il movimento in corsi d'acqua calma.
Per muoversi in caso di trincee sono disponibili una sorta di canali a rotaia, in cui il mezzo passa. È macchinoso, ma consente di superare persino 3,2 metri.
L'equipaggio ha una serie di uscite e feritoie molto nutrita. I fanti hanno 3 feritoie per lato, per vedere e sparare, 1 grande portello su ciascun lato, 1 sopra il mezzo e 2 dietro.

Al centro del veicolo esiste infatti la possibilità di portare un armamento sul tetto: esso varia da una mtg. leggera scudata, ad un cannone teleguidato da 20 mm. Dietro il comparto equipaggio, vi è anche la predisposizione per un'altra mitragliatrice leggera.

## Versioni
Tra le tante versioni presenti, vi sono molte interessanti piattaforme di tiro, come quella antiaerea, chiamata M3 VDA, con una torretta dotata di 2 cannoni da 20 mm, dotata anche di una mtg. leggera per la difesa vicina, 4 lanciagranate nebbiogene e addirittura un piccolo radar di ricerca leggero, capace di inseguire contemporaneamente 4 bersagli aerei, mentre la torretta ha una velocità di rotazione di 60 gradi/s e una di elevazione di ben 90. Vi sono martinetti di stabilizzazione che si abbassano, elevando tutta la massa del mezzo a diversi decimetri di altezza sul suolo. Esso ha 300 colpi per arma, e un ragionevole sistema di controllo del tiro anche senza il radar, grazie ad un apparato P56 optronico.
Esistono altre varie versioni, come quella portamortaio da 60 mm (in torretta stabilizzata). Vi è una serie di mezzi secondari, come autoveicoli recupero, mezzi officina, veicolo autoambulanza.
Il tutto, per una lunghezza di 4,45 m, una altezza di 2 m e una larghezza di 2,4. Peso: 6,1 tonnellate
Oltre 1500 esemplari sono stati venduti nei primi 15 anni a ben 35 clienti, soprattutto paesi africani e medio-orientali.